# John Anderson Palmer
John Anderson Palmer (* 22. April 1965) ist ein US-amerikanischer Philosoph, Altphilologe und Philosophiehistoriker auf dem Gebiet der antiken Philosophie.

## Leben
Nach einem B.A. in Classics an der Emory University (1983–1987) und einem B.A./M.A. am St John’s College der Universität Cambridge (1989) setzte Palmer seine Studien zur antiken Philosophie an der Princeton University fort (1989–1995). Nach einem weiteren M.A. (1989–1991) wurde er dort 1995 mit einer Dissertation zu Aspects of Plato’s Reception of Parmenides bei André Laks, David Furley und Alexander Nehamas zum Ph.D. promoviert. Danach war er zunächst Research Fellow an der Clare Hall (1995–1998) und Lecturer an der Faculty of Classics der Universität Cambridge (1996–1998). Er wechselte dann als Assistant Professor an die University of Florida (1998–2002), an der zum Associate Professor (2002–2011), zum Professor (2011–2017) und schließlich Direktor des Departments of Philosophy (seit 2017) aufstieg. Er war unter anderem Stipendiat der John Simon Guggenheim Memorial Foundation (2014–2015).
Palmer arbeitet vor allem zu Parmenides und den Vorsokratikern, zu Platon, insbesondere dessen Rezeption des Parmenides sowie dessen Dialog Phaidon, zu Aristoteles und zum antiken Skeptizismus.

## Schriften (Auswahl)
- The Method of Hypothesis and the Nature of Soul in Plato’s Phaedo. Cambridge University Press, Cambridge 2021.
- Ethics and Natural Philosophy in Empedocles. In: David C. Wolfsdorf (Hrsg.), Early Greek Ethics. Oxford University Press, Oxford 2020, S. 54–73.
- Contradiction and Aporia in Early Greek Philosophy. In: Vasilis Politis, George E. Karamanolis (Hrsg.), The Aporetic Tradition in Ancient Philosophy. Cambridge University Press, Cambridge 2018, S. 9–28.
- The Pythagoreans and Plato. In: Carl A. Huffman (Hrsg.), The History of Pythagoreanism. Cambridge University Press, Cambridge 2014, S. 204–226.
- Parmenides and Presocratic Philosophy. Oxford University Press, Oxford 2009.
- Classical Representations and Uses of the Presocratics. In: Patricia K. Curd, Daniel W. Graham (Hrsg.), The Oxford Handbook of Presocratic Philosophy. Oxford University Press, Oxford 2008, S. 530–554.
- Plato’s Reception of Parmenides. Oxford University Press, Oxford 1999. – Rezension von Owen Goldin, Bryn Mawr Classical Review 2001.02.05